# Hideo Oshima
Hideo Oshima (Gunma, 7 maart 1980) is een Japans voetballer.

## Carrière
Hideo Oshima speelde tussen 1998 en 2011 voor Yokohama Flügels, Kyoto Purple Sanga, Montedio Yamagata, Yokohama F. Marinos, Albirex Niigata en JEF United Ichihara Chiba. Hij tekende in 2012 bij Consadole Sapporo.